# Астериск
Астериск је типографски симбол или глиф. Име је добио по свом сликовном приказу (звезда, звездица, лат. Astrum). Математичари и информатичари овај симбол обично називају звездицом.
Астериск се развио у феудалном добу из потребе штампача породичних стабала за обележавањем датума рођења. Првобитни облик је имао шест кракова, а сваки се крак у облику сузе спуштао од центра. Из овог разлога се у неким информатичким круговима назива „прскалица“, мада тај назив може дуговати и изгледу на многим раним копијама, на којима као да је астериск замењен згњеченом бубом.
Астериск се у овом облику појавио у издаваштву. Неким издавачима је било тешко да одштампају шест јасних кракова. Даље, захваљујући арапско-израелској тензији, многи Арапи не би куповали издања са шестокраким симболом, који они идентификују као Давидову звезду на израелској застави. Отуда, многи системи користе дистинктиван симбол који одговара арапској звезди и који постоји као дистинктивни карактер у Јуникоду – U+066D и има званичан назив „арапска петокрака звезда“. У неким фонтовима астериск има пет, а арапска звезда осам кракова. Различите културе имају различите верзије астериска:
- астериск *
- арапска звезда ٭
- јапанска „пиринчана“ звезда ※